# José Ignacio Echeverría
José Ignacio Echeverría Echániz [ xoˈse i̯ɣˈnaθjo eʧeβɛˈria eˈʧaniθ] est un homme politique espagnol membre du Parti populaire (PP), né le 8 février 1946 à Tanger.

## Jeunesse et vie professionnelle
José Ignacio Echeverría Echániz naît le 8 février 1946 à Tanger, alors zone internationale autonome au Maroc. Il est licencié en droit et direction des entreprises de l'ICADE, diplômé en conseil juridique et fiscal de l'école des pratiques juridiques de l'université complutense de Madrid et en droit maritime de la London School of Economics. Il est avocat de profession,.

## Élu municipal
Il s'engage en politique en 1981, en adhérant à l'Alliance populaire (AP) de Manuel Fraga, devenue Parti populaire (PP) en 1989. Il est élu en 1983 au conseil municipal de Madrid. Après l'arrivée du centre droit au pouvoir en 1989, il est nommé conseiller municipal délégué aux Finances et à l'Économie par le maire Agustín Rodríguez Sahagún. Après les élections de 1991, le maire José María Álvarez del Manzano le désigne conseiller municipal délégué à l'Urbanisme. Remaniant son équipe deux ans plus tard, Álvarez del Manzano fait d'Echeverría son deuxième adjoint, délégué à l'Urbanisme et tutélaire des délégations des Travaux publics et de la Circulation.
Il est confirmé comme deuxième adjoint, délégué au Trafic et à la Police municipale à la suite des élections de 1995. Après que la première adjointe Esperanza Aguirre a été nommée ministre le 6 mai 1996, il la remplace au rang de premier adjoint mais conserve ses délégations.

## Élu et responsable régional
À l'occasion des élections parlementaires de Madrid du 13 juin 1999, il est élu député à l'Assemblée de Madrid. Il en est le premier vice-président jusqu'en 2003, puis le premier secrétaire jusqu'en 2007. Cette année-là, il est désigné pour siéger au Sénat. Le 26 juin 2008, il intègre le gouvernement d'Esperanza Aguirre comme conseiller aux Transports et aux Infrastructures.
À la suite des élections parlementaires du 22 mai 2011, il est élu le 7 juin 2011 président de l'Assemblée de Madrid. Sa présidence est marquée par les expulsions de deux députés socialistes, des incidents de séance en lien avec le public et le rappel à l'ordre d'un député de son propre groupe parlementaire.
Réélu en 2015 mais remplacé par Paloma Adrados, il remet sa démission de l'Assemblée le 17 décembre 2015, après avoir été testé positif à un test d'alcoolémie au volant, dépassant du triple le maximum légal autorisé.